# Cairine Wilson
Cairine Reay Mackay Wilson (4 de febrero de 1885 – 3 de marzo de 1962) fue la primera senadora mujer de Canadá. 

## Primeros años
Nacida como Cairine Reay Mackay en Montreal, era hija de Jane Mackay y Robert Mackay, un senador perteneciente al Partido Liberal de Canadá y amigo personal de Sir Wilfrid Laurier. En 1909, contrajo matrimonio con el liberal Norman Wilson, un Miembro del Parlamento en representación de Russell, y la pareja se mudó a Cumberland, Ontario para comenzar una familia. En 1918, los Wilson se mudaron a Ottawa, donde Cairine realizó trabajos voluntarios. Colaboró en la fundación de la Asociación de Liberales del Siglo Veinte y de la Federación Nacional de las Mujeres Liberales de Canadá, que presidiría entre 1938 y 1948.

## Carrera

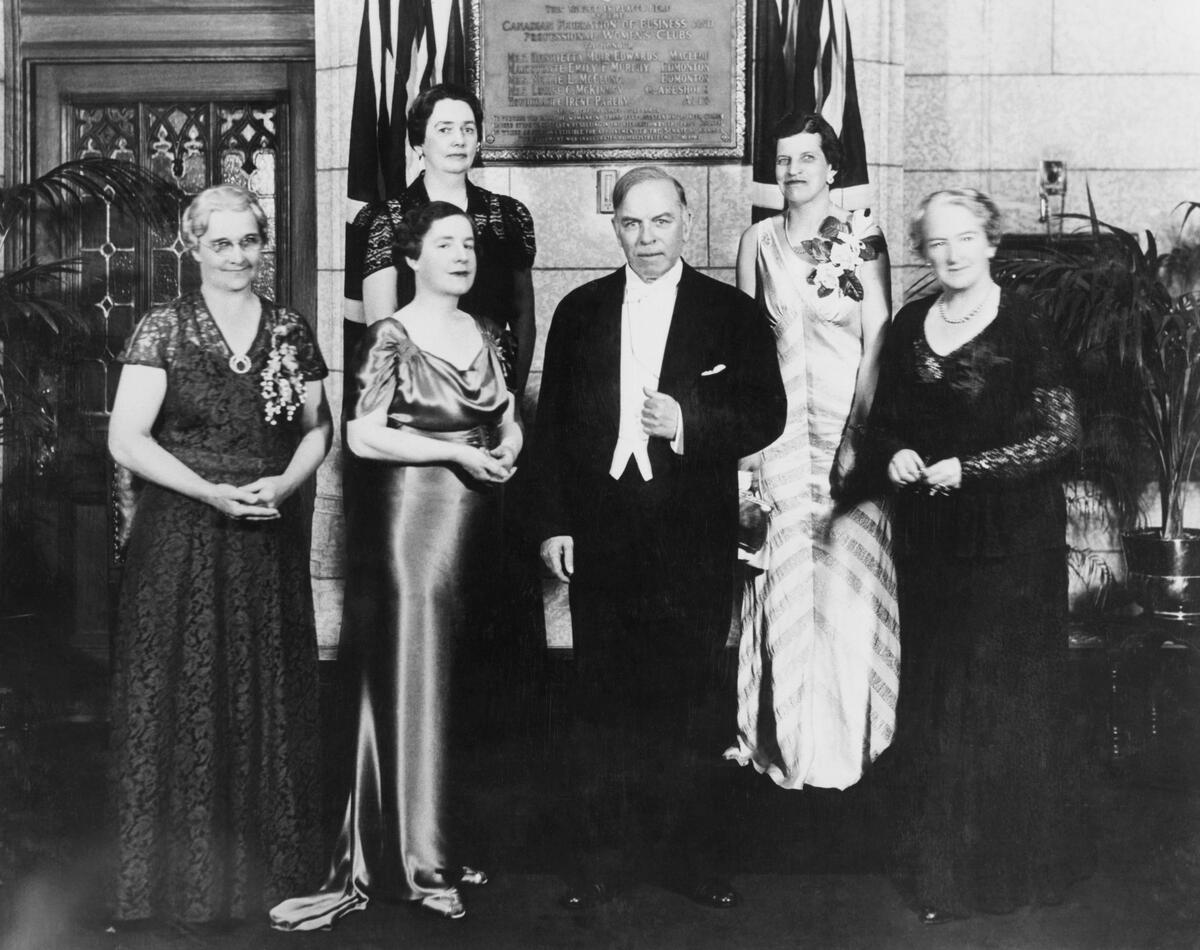
Rt. Hon. W. L. Mackenzie King revela una placa en homenaje a "Las cinco valientes" del Caso Personas.

En febrero de 1930, a los 45 años de edad, Wilson se convirtió en la primera senadora nacional de Canadá, nombrada por el primer ministro William Lyon Mackenzie King, solo cuatro meses después de que el Comité Judicial de Consejo Privado tratara el Caso Personas. Antes de dicho tratamiento, las mujeres no podían servir en el Senado, ya que legalmente no eran consideradas "personas".
En 1938, como presidente de la Sociedad Canadiense de la Liga de Naciones, Wilson se pronunció en contra del apaciguamiento de Hitler a través de los Acuerdos de Múnich. Durante la Segunda Guerra Mundial, el gobierno de William Lyon Mackenzie King se resistía a la entrada de refugiados judíos alemanes en Canadá, pero Wilson intentó tramitar la entrada de cien huérfanos (finalmente, solo dos fueron aceptados).
En 1949, Wilson se convirtió en la primera delegada mujer de Canadá para la Asamblea General de las Naciones Unidas, tras haber sido nombrada por el sucesor de King, Louis St. Laurent. Presidió el Comité Nacional Canadiense de Refugiados y fue la primera mujer líder del Comité del Senado para la Inmigración y el Trabajo. En 1950, recibió la Cruz del Caballero de la Legión de Honor de Francia por su trabajo relacionado con los niños refugiados.
En 1955, Wilson fue la primera mujer en ocupar el cargo de portavoz suplente del Senado de Canadá.

## Fallecimiento y legado
El esposo de Wilson, Norman, falleció el 14 de julio de 1956, tras una larga enfermedad. Wilson falleció cinco años después, el 3 de marzo de 1962, de un repentino ataque cardíaco. La pareja tenía ocho hijos. 
En Orleans, Ontario, una escuela secundaria lleva el nombre de Wilson.